# Paul Rudish
Paul Rudish (nació el 27 de septiembre de 1965) es un animador estadounidense que colaboró con la creación de Dexter's Laboratory, The Powerpuff Girls, Samurai Jack y Star Wars: Clone Wars. Trabajó en Hanna-Barbera y después en Cartoon Network Studios con Genndy Tartakovsky. Se destacaba por utilizar una técnica de "lápiz y papel" aun cuando trabajaba en las series animadas, y es el responsable de la producción de muchos de los diseños físicos. Paul fue un codirector artístico de la serie animada Star Wars: Clone Wars. También ayudó a escribir los guiones de la serie, y en 2013, desarrolló, escribió, creó un guion gráfico, produjo de manera ejecutiva y dirigió una nueva versión de los cortos de Mickey Mouse.
En 2007 participó como animador en Escuela de gatos: la película y en 2009 como artista de historia en Cloudy with a Chance of Meatballs.
Estudió en el programa de Animación de Personajes en el Instituto de Arte de California. Su padre, Rich Rudish, fue director artístico de la película Rainbow Brite y el ladrón de estrellas, de 1985. Paul cocreó la serie Sym-Bionic Titan con Tartakovsky y el guionista de Samurai Jack Bryan Andrews.